# ReVamp (album)
ReVamp è l'album di debutto del gruppo progressive metal nederlandese ReVamp pubblicato nel 2010.

## Tracce
Testi di Floor Jansen, musiche di Floor Jansen, Joost van den Broek e Waldemar Sorychta.
1. Here's My Hell – 5:12
2. Head Up High – 3:32
3. Sweet Curse – 4:16
4. Million – 4:20
5. In Sickness 'Till Death Do Us Part - All Goodbyes Are Said – 3:32
6. Break – 4:06
7. In Sickness 'Till Death Do Us Part - Disdain – 3:32
8. In Sickness 'Till Death Do Us Part - Disgraced – 3:28
9. Kill Me with Silence – 3:56
10. Fast Forward – 3:57
11. The Trial of Monsters – 4:20
12. Under My Skin – 4:07
13. I Lost Myself – 3:30

Traccia bonus
1. No Honey for the Damned – 3:56

## Formazione
- Floor Jansen - voce
- Waldemar Sorychta - chitarra, basso
- Arno Krabman - chitarra, basso
- Joost van den Broek - tastiera, sintetizzatore, pianoforte
- Koen Herfst - batteria

### Musicisti addizionali
- George Oosthoek - voce in "Here's My Hell"
- Russell Allen - voce in "Sweet Curse"
- Björn "Speed" Strid - voce in "In Sickness 'Till Death Do Us Part 2: Disdain"

Coro PA Dam
- Annemieke Klinkenberg-Nuijten - soprano
- Annette Vermulen - contralto
- Daan Verlaan - tenore
- Gijs Klunder - baritono

Archi
- Ben Mathot - 1º violino
- Judith van Driel - 2º violino
- Mark Mulder - viola
- David Faber - violoncello

## Date di pubblicazione
| Paese       | Data           |
| ----------- | -------------- |
| Finlandia   | 26 maggio 2010 |
| Svezia      | 26 maggio 2010 |
| Austria     | 28 maggio 2010 |
| Belgio      | 28 maggio 2010 |
| Germania    | 28 maggio 2010 |
| Italia      | 28 maggio 2010 |
| Paesi Bassi | 28 maggio 2010 |
| Spagna      | 28 maggio 2010 |
| Svizzera    | 28 maggio 2010 |
| Europa      | 31 maggio 2010 |
| Stati Uniti | 27 luglio 2010 |

## Classifiche
| Classifica  | Posizione massima |
| ----------- | ----------------- |
| Grecia      | 26                |
| Paesi Bassi | 58                |